# پروگوانیل
پروگوانیل (به انگلیسی: Proguanil) دارویی است که برای پیشگیری مالاریا و در برخی شرایط درمان مالاریا استفاده می‌شود.

## میزان مصرف
برای پیشگیری مقدار معمولی روزی ۱ قرص است. افراد غیر مصون که وارد منطقه مالاریا خیز می‌شوند باید ۲۴ ساعت قبل از ورود به محل دارو را برای پیشگیری آغاز کنند و تا ۱۴ روز پس از ترک محل آن را ادامه دهند. برای درمان در افرادی که تا حدودی مصون هستند، یک دوز واحد ۰٫۳ گرم کافی است که حمله بالینی را پایان دهد. در صورت لزوم این مقدار را می‌توان تکرار کرد. میزان مصرف برای خردسالان ۶_۱۲ ساله نصف مقدار بزرگسالان، خردسالان کمتر از ۶ سال یک چهارم مقدار بزرگسالان می‌باشد.

## ملاحظات
مصرف آن در دوران بارداری ممنوع است.